# Kazimierz Łazarowicz

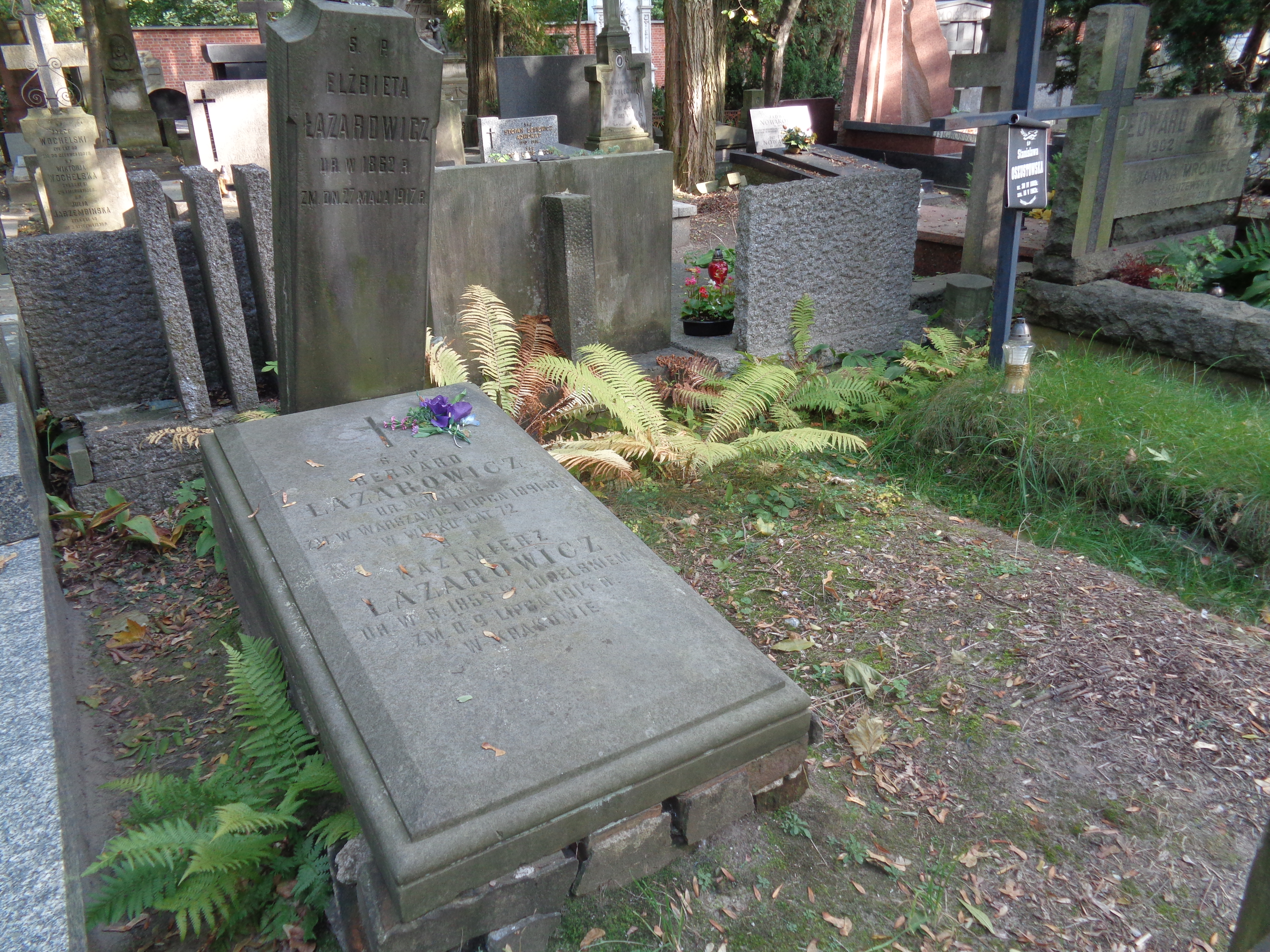
Grób Kazimierza Łazarowicza na cmentarzu Stare Powązki w Warszawie

Kazimierz Łazarowicz, Kazimierz Łysy, Wielki (ur. 1859 w Polanówce, gubernia lubelska, zm. 9 lipca 1914 w Krakowie) – polski działacz oświatowy.

## Życiorys
Kształcił się w Warszawie i tam ukończył naukę w gimnazjum realnym. Został nauczycielem ludowym na Lubelszczyźnie. Po powrocie do Warszawy został członkiem Towarzystwa Kredytowego miasta Warszawy, gdzie pracował do końca życia. Kierownik Koła Głównego Towarzystwa Oświaty Narodowej, sprawujący opiekę nad gubernią płocką. Odpowiadał on również za szkolenie wiejskich organistów. Był współpracownikiem pisma „Zorza” Mieczysława Brzezińskiego. W latach 1906–1912 był wydawcą warszawskiego czasopisma „Naród”, pisma codziennego z tygodniowym dodatkiem ilustrowanym i z dodatkiem rolniczym.
Zmarł w szpitalu oo. Bonifratrów w Krakowie. Pochowany na cmentarzu Stare Powązki w Warszawie (kwatera 206-4-6).